# Convenzione per la salvaguardia del patrimonio culturale immateriale
La Convenzione per salvaguardia del patrimonio culturale immateriale è un trattato adottato a Parigi il 17 ottobre 2003 durante la trentaduesima sessione della Conferenza generale dell'UNESCO. 
Tale Convenzione è diventata un pilastro nell'evoluzione delle politiche internazionali mirate a promuovere la diversità culturale, riconoscendo il bisogno di sostenere le espressioni culturali, che fino ad allora non avevano beneficiato di un quadro giuridico così importante, composto da 9 sezioni e 40 articoli.

## Norme generali

### Articolo 1
Tra gli scopi della Convenzione sono inclusi:
1. Salvaguardia del patrimonio culturale immateriale;
2. Assicurazione del rispetto per il patrimonio culturale immateriale da parte di comunità, gruppi e individui;
3. Consapevolezza a livello locale, nazionale e internazionale dell'importanza del patrimonio culturale immateriale
4. Promozione della cooperazione internazionale e il sostegno.[2]

### Articolo 2
Si definisce "patrimonio culturale immateriale":
In particolare tale definizione è da intendere come:
- Tradizionale e vivente: Il patrimonio culturale immateriale comprende non solo le tradizioni ereditate del passato ma anche le pratiche rurali e urbane contemporanee;
- Inclusivo: È possibile condividere espressioni di patrimonio culturale immateriale simili a quelle praticate da altri in funzione alla coesione sociale ed incoraggiando il senso di identità;
- Rappresentativo: Il patrimonio culturale immateriale non è valutato come bene culturale su base comparativa, ma secondo un criterio di esclusività considerando il suo valore eccezionale, generato a partire dalle comunità, con un collegamento alla conoscenza delle tradizioni, delle competenze e dei costumi, trasmesso tra generazioni;
- Basato sulla comunità: Può essere definito patrimonio solo quando è riconosciuto come tale dalle comunità, dai gruppi o dagli individui che lo creano, lo mantengono e lo trasmettono.[3]

## Adesioni
Alla sessione del 2003 la convenzione fu votata a larga maggioranza con 120 Stati membri favorevoli e nessuno contrario. Ci furono alcuni astenuti, tra cui i maggiori paesi anglosassoni. La convenzione divenne normativa internazionale il 30 aprile 2006 e entro quell'anno fu ratificata e accettata da 68 Stati. Nel 2014 gli accettanti superavano i 160, avvicinandosi all'unanimità.
È stata ratificata dall'Italia con Legge 27 settembre 2007, n. 167.
Al 2023 gli aderenti sono 181.